# Melicope hosakae
Melicope hosakae är en vinruteväxtart som först beskrevs av St. John, och fick sitt nu gällande namn av Wagner & Shannon. Melicope hosakae ingår i släktet Melicope och familjen vinruteväxter. Inga underarter finns listade i Catalogue of Life.